# ブラストドーザー
『ブラストドーザー』（BLASTDOZER、国外名：Blast Corps）は、任天堂より1997年3月21日に発売されたNINTENDO 64用アクションゲーム。開発はレア（現・Xbox Game Studios）が行い、ゲームバランスのチューニングなどを任天堂が行った。

## 概要
衝撃を与えると大爆発を起こす危険な化学物質「FK540」（海外版では核ミサイルという設定）を搭載した無人操縦のトレーラーが制御不能に陥り、停止および操作が不可能になった。プレイヤーはそのトレーラーが落下や衝突をする前に進路上の障害物を破壊・進路を確保しなければならない。また、トレーラーを安全に処理するための6人の科学者を発見したり、制御不能の原因となった気化した化学物質により汚染された建物の破壊、化学物質を中和する装置RDUの起動（各マップに100存在する）、破壊された建物に残っていた人々の保護などをおこなう。
ゲームプレイはテクニカルに配置された障害物をいかに短時間で破壊するかという点で調整されている。画面では小さな凹凸がタイム短縮のためには大きな役割を持っていることも少なくない。また、爆弾を運搬し障害物に当てて爆発させたり、隙間を乗物やブロックで塞ぐなどといったパズル的な要素も存在する。
なお、カートリッジにゲーム経過を保存する機能は搭載しているが、コントローラパックを使用しない場合はカートリッジにはいくつかの要素が保存されない。このため、コントローラパックを挿入してプレイすることを前提としている。
開発当初は振動パックの対応ソフトとして開発されていたが、上記理由によりコントローラパックを使用することが優先されて振動パックの対応は見送られた。
日本では2015年8月6日に発売されたXbox One用ソフト『Rare Replay』に英語版が収録され、2024年4月24日にはNintendo SwitchのサービスとなるNintendo Switch Online + 追加パック内『NINTENDO 64 Nintendo Classics』に日本語版が収録された。

## ゲームの進行
ゲームを開始すると地球が表示される。この地球上にはクリアしなければいけないステージが点在しており、クリアするとその地点に結びついている次のステージが選択できるようになる。
また、メインの破壊活動を行うステージの他に、乗用車などでマップを数周したり、純粋に破壊のタイムを競うタイムトライアルステージも存在する。これらのステージを選択できるようにするには、メインステージに隠された通信ベースを起動させる必要がある。
ゲームには8種類の破壊活動を行うための機械が存在している。各マップには単体、または複数のものが用意されており、マップによってはプレイヤーは必要に応じて乗り換える必要がある。
全メインステージをクリアし、6人の科学者を発見すると、ゲーム自体はエンディングが流れてクリアしたように表示されるが、その後にはスペースシャトルの不時着用地を確保するミッションが与えられ、全ステージでゴールドメダルを取得すると、さらにその後、地球外の星（月、水星、金星、火星、海王星）でのミッションが追加される。この宇宙ステージでは重力および摩擦係数がそれまでとはまったく異なり、異質な動きをする。宇宙ステージをクリアするとタイムアタックが解禁され、全てのステージでゴールドメダルを取得すると、「プラチナメダルチャレンジ」という非常に厳しく設定された規定タイム以内にステージをクリアするモードに移行する。

## キャラクター紹介

### 建物の破壊に使用される機械

#### メカ
ラムドーザー
一種のブルドーザー。基本的に正面からぶつかるだけで破壊できるが、大きな建物に対しては効果が薄い。爆弾やブロックを運搬する上で最も扱いやすいメカ。ゲーム開始時最初に使用する、メカである。
スカイフォール
車体の底面が補強されたバギーカー。高所から落下したときに最高の破壊能力を発揮する。急加速することの出来るブーストを使用できるが、長時間は使用できない。メカの中では速度が速い部類だが、宇宙ステージでは遅くなる。
バックラッシュ
大型ダンプカー。後輪が滑りやすいが、逆に後輪を滑らせて側面及び後部側を建物にぶつけて破壊する。スライド移動でも破壊可能。高所から落下したときは大ダメージを与えることができる。このゲーム中で最も操作に熟練が必要なメカであるが、操作によってはラムドーザーより連続で建物を破壊できる。宇宙ステージではほぼ毎回使用するメカである。
バリスタ
二連装のミサイルを装備した装甲二輪。ミサイルは有限でステージ上にアイテムとして存在しているものを回収して弾を補充する。公式設定にて装備はミサイルとなっているが、誘導性は無いため実態はロケット弾である。レースでは使えるものの使用できないコースがある。
サイドスワイプ
後部に左右に広がるハンマーを装備したモータースクレイパー形のメカ。ハンマーの作動は有限で、ステージ上の青色アイテムを回収してエネルギーを補給する必要がある。両側に建物が立ち並んでいる場所に威力を発揮する。しかし、片側のハンマーが建物に密接していると、もう片側が伸びきらないので、両側同時に破壊を行ないたければ、建物と建物のちょうど真ん中を走行する必要がある。片側のハンマーだけを使うようにした方が確実ではある。練習ステージはあるもののサンダーフィストに持っていかれて主役機として使う機会は少ない。(キャリック港はメインではあるもののサンダーフィストの方が速く、アイロンストーン鉱山も前半の進路確保くらいだけである。)唯一レースには使えないメカである。

#### ロボット
J-ボム
ジェットエンジンを装備した飛行可能なロボット。一回転からの垂直降下で建物を踏みつけ破壊する。ゲームの後半になると、水上の非常に小さな物体を破壊しないといけないステージもあり、難易度は急上昇する。ちなみに操作せずしばらく放置すると、低空飛行しながら横に寝転がる。
サイクロンスーツ
小型のロボット。体操選手のような動作をし、建物を連続で破壊すると、さらにそこからサマーソルトアタックで攻撃する。移動速度が速く、縦に並んだ建物を連続で破壊できるが、小さな段差でも同じように破壊してしまう（遠くまで飛んでいってタイムロスになる）のが難点。
サンダーフィスト
大型ロボット。テストも終えないまま実戦投入された新型機。左腕が完成されていない。動作は鈍重だが回転アタックは速く、前転中建物に当たるとアッパーを繰り出し破壊する。大型のビルも破壊することができる。前転開始直後は破壊力がないため、開始位置が鍵。
また開発中のベータ版の段階ではさらにもっと多くのメカやロボットがあり、サソリ型のメカや奇妙なパンチングのマシンや、機械装甲のメカやフロントショベル付の小型トラクターなどがあったが最終的にそれらのメカは削除された。

### タイムアタック用の乗用車
使用可能のサブステージでも、メインステージで1回は乗車しないと使用不可。
スポーツカー
レーシングカー。ハンドリングは悪くない。悪路もこなす。
ミニバン
ワンボックス型バン。ハンドリング性能は抜群。悪路は苦手。
アメパト
パトカー。加速に劣るが、他の性能は優れている。
ホットロッド
高性能車。最高速度が最も速い。ハンドリングが不安定。

### その他乗り物
列車
後部の貨車を駅で物やメカを運んだり、トレーラーの進路上の隙間を繋いだりする。移動にも有効。この分類の中では唯一、スタートに乗る乗り物になる事がある。4両編成である(前から機関車、貨車、コンテナ車、コンテナ車)
ボート
基本的に列車と同じ。ただしオイスター港では決まった場所でしか乗り降りできない。唯一、前進後退のボタンが逆である。(他の乗り物はAボタンで前進、Bボタンで後退に対し、ボートはAボタンで後退、Bボタンで前進)
クレーン
隙間や隔たりを越えて物を移動させる。
コンボイ
メインステージの末端に駐車している。乗り込むと経過が保存され、ステージが終了する（ただしトレーラーの進路確保が完了していない場合は乗れない）。
ヘリ
マップ上を飛行して生存者を救出する。プレイヤーが乗り込んで操作する事はできない(いわゆる立体背景)。

### プレイヤーの仲間
ブラストドーザーは陸軍の重車両開発チームで出会った以下の4人が創立した。大規模破壊を中心に請け負うプロフェッショナルチームであり、今回のトレーラー関連の任務は政府から受託している。
アンバー
ブラストドーザーのリーダー。鋭い知性と類まれな統率力の持ち主で、陸軍時代もリーダー的存在だった。
クラーク
ブラストドーザーの兵器設計を担当した天才技術者。自分の設計思想に執着しすぎる面もあるが、チームの任務の成功には無くてはならない人物。
スパイク
ブラストドーザーの兵器メカニックのチーフ。長年の経験に裏付けられた彼の眼は、兵器のどんなトラブルも完全にリカバーする。
ウェズリー
元は陸軍の有能なオペレーター。その向こう見ずな性格から事故を起こし、陸軍を強制解雇された。その後ブラストドーザーを創立する。

## 敵・その他
トレーラー
化学物質FK540を大量に積載している無人トレーラー。研究所に向かう途中でコントロール不能となり暴走を始めた。そのためブラストドーザーのメンバー(厳密にはプレイヤー)は、トレーラの進路を確保するべく建造物を破壊することになった。また、FK540が気化した有害物質がタンクから漏れ出し、通過する地域の建造物や大気を汚染している。エンディングでは化学者によって安全な爆破処理が成功する。
トレーラーは一直線に走り続け、速さはステージによって異なる。一部のステージではある地点に到達すると速度を速める。
敵ドーザー
ラムドーザーの前後を圧縮し、その分高さを増やしたドーザー。バブーン迷路、キボンズ迷路、マースに登場し、プレーヤーの邪魔をする。触れるとミッション失敗となる。チートを使うと分かるが破壊でき、バブーン迷路、キボンズ迷路では不定に動く(追う時もあれば、稀に適当な時もある)。4台あって4色に分かれており、それぞれスピードが異なる(速い順に緑、青、赤、黄)。
マースでは赤以外(赤は登場しない)が一定の範囲を動いている。
シャトル
トレーラーの爆破処理後に登場。大気圏突入時に軌道を外したため、ブラストドーザーのメンバー(厳密にはプレイヤー)が建造物を破壊し、着陸の土地を作る。ブラストドーザーのメンバーが宇宙へ行く時に再び登場する。

## ステージ

### メインステージ
()内は使用できる乗り物(一番左に書かれている乗り物がスタート時に乗る乗り物)

#### イージーレベル
シミアン村(ラムドーザー,列車(ホッドロッド乗車))
ゲーム開始直後にプレイする最初のメインステージ。クリアすると練習ステージ(サイドスワイプ,Jボム,バックラッシュ)ができるようになる。ステージの構造は単純で難易度も簡単なため、すぐクリーンな土地にできる。
ブラックリッジ工場(ラムドーザー,サイクロンスーツ)
シミアン村をクリアするとプレイできるようになる。クリアすると「練習:サンダーフィスト」ができるようになる。頑丈な建物が多く、一発では破壊しにくい。トレーラーの進路を外れるとサイクロンスーツが見つかるが乗り換える必要は無い。
キャリック港(サイドスワイプ,サンダーフィスト,バリスタ)
「練習:サイドスワイプ」をクリアするとプレイできるようになる。サイドスワイプで破壊するのが本来だが、実際はサンダーフィストの方が速く簡単である。船はバリスタでないと壊せない(他のステージも同様)。
ハボックシティ(スカイフォール,Jボム,バリスタ,スポーツカー)
「練習:Jボム」をクリアするとプレイできるようになる。クリアすると練習:スカイフォールができるようになる。高地や島、球体があるのでJボム以外は活躍しにくい。
アージェント地下鉄(バックラッシュ,アメパト,バリスタ,Jボム,ラムドーザー(ゲームでは表記されていない),列車(運転のみ))
「練習:バックラッシュ」をクリアするとプレイできるようになる。このステージの地下には化学者がいる。建物自体は少ないものの、あちこちにあるためクリーンな土地にするには時間がかかる。

#### ミディアムレベル
イージーレベルのメインステージ全てでトレーラーの進路を確保するとプレイできるようになる。
シャトリー谷(スカイフォール)
練習:スカイフォールをクリアするとできるようになる。球体はタイミングを合わせないと壊せない。
アウトランド農場(バックラッシュ)
頑丈な建物がやや多く、狭いため凸凹を使わないと、破壊しにくい。
エボニー海岸(ラムドーザー,Jボム,列車)
このステージはビルをラムドーザーで壊さなければならないが、爆弾があり、ビルに当てれば壊せる。このビルには弱点があり、そこに当てるとビルが一部ではなく全て崩壊する。このステージの化学者はJボムで捜さなければならないため、Jボムを覆っているモアイ像を破壊しなければならない(モアイ像はビルと同じくらい頑丈で爆弾かJボム(急降下)でなければ壊せない)
アイロンストーン鉱山(サイドスワイプ,サンダーフィスト,ラムドーザー,クレーン,列車(運転のみ))
前半はサイドスワイプで建物を破壊し、丘を登った後半はサンダーフィストで大型の建物を破壊する。このステージではトレーラーがある地点に到達すると速度を速める。このステージの化学者はラムドーザーでないと行けない所にある。
クロムレックシティ(サンダーフィスト)
練習:サンダーフィストをクリアするとできるようになる。建物は全てビルで、トレーラーの速度が全ステージ中最も速いので、スピーディにいかないとクリアは困難である。このステージでは、トレーラーがある地点に到達すると更に速度を速める。
エコー谷(Jボム,列車(スポーツカー乗車),ボート(ホッドロッド乗船))
パズル要素が組み込んだステージ。メカが一つもない珍しいステージ。
ビートン鉄道(列車(爆弾ON),ラムドーザー,アメパト,クレーン)
建物が極めて少なく、トレーラーが通る側しかない(反対側はRDUと通信ベースしかない)。
テンペストシティ(バリスタ)
このステージの化学者は弾薬が大量に必要なブロックの奥にある。バリスタだけのため1回でクリーンにするには弾薬が厳しい。

#### ハードレベル
ミディアムレベルのメインステージ全てでトレーラーの進路を確保するとプレイできるようになる。
エンジェルシティ(バックラッシュ)
アージェント地下鉄の乗り物部分を撤去し、建物部分を拡大したようなステージ。ほとんどが頑丈な建物のため時間がかかりやすい。
エンバーカントリー(バリスタ,サイクロンスーツ)
シミアン村のスタートの橋あたりと列車と駅と爆弾を撤去したようなステージ。バリスタでは弾薬が20発しかないためトレーラーの進路確保はバリスタからスタート地点すぐ脇の建物に隠れているサイクロンスーツに乗り換えた方が確実である。
グローリークロス(バックラッシュ)
狭いエリアに大量の建物があるステージ。このステージの科学者は特徴のない所にある。このステージの音楽はブラストドーザーのタイトル音楽である。
クリスタル村(列車(スカイフォール乗車),ラムドーザー,ミニバン)
前半は建物を破壊し、後半は穴を埋めて進路を作る。建物はスカイフォールで破壊するのが本来だが、実はラムドーザーで全ての作業をこなした方が早い。その場合トレーラーが最初の建物に接近する時間がギリギリになるため難易度は高いが、このステージではトレーラーがある地点に到達すると速度を速めるため、最初の建物に間に合えば後半の穴埋め作業までの時間的余裕ができるようになる。ミニバンはこのステージでしか手に入らない。
ブラックタウン(サイクロンスーツ)
エンジェルシティのスタート部分を撤去したステージである。頑丈な建物が多いが、サマーソルトアタックが決まれば速い。
ダイヤモンド砂漠(バックラッシュ)
トレーラーは線路上を走行する。トレーラーの進路上の建物が大半のため、進路の確保だけでも銅メダルが取れる。途中のガスタンクを壊すと、前2つ目の建物が消滅する。
オイスター港(バリスタ,ラムドーザー,クレーン,ボート(×3))
建物の破壊、ブロックによる進路の穴埋め、ボートでの進路作り等全ての要素が揃っているため、内容を理解しないと上手くてもクリアが非常に難しいステージ。このステージの科学者はクリーンな土地にしてからの方が捜しやすい。

### トレーラー処理後
ハードレベルの全てのステージでトレーラーの進路を確保し、化学者6人を見つけるとエンディングが流れ、後強制スタートするステージ
シャトル不時着(バックラッシュ,サンダーフィスト(ゲームでは表記されていない))
長い飛行から戻ってきたスペースシャトルが大気圏突入の時に軌道を外してしまった。このステージでは不時着するシャトルの緊急着陸用地を確保する。ミッション自体はトレーラーの進路確保と同じようなものだが、建物は全て破壊しなければならない。（一部攻略本では「ステージ内の建物を全部壊すのではなく、シャトルが進入するだけのスペースを確保する」と記述されているが、これは誤りである。）サンダーフィストは、ビルの中に隠れており、爆弾でビルを破壊すると出現する。

## サブステージ
使える乗り物が2つ以上の所は以下に置きかえる:
A=スカイフォール、ラムドーザー、バックラッシュ、ホッドロッド、バリスタ、アメパト、ミニバン、スポーツカーが使用可能:
B=Aからバリスタを抜いたもの:
C=ラムドーザー、バックラッシュ、バリスタが使用可能:
D=スカイフォール、ラムドーザー、バックラッシュが使用可能:
乗り物の右に書いてあるステージはそのステージの通信ベースを作動することによってこのステージができる事を示す
乗り物の横にラジコンと書いてある場合はカメラが乗り物に付いていかず、固定された地点からカメラが乗り物のある方向に向く。(右下にラジコンのコントローラーが点滅表記されている)

### 練習ステージ
操作を覚えるためのステージで、最初に操作説明がされる。
練習：サイドスワイプ(サイドスワイプ)
サイドスワイプを練習するためのステージ。
練習：Jボム(Jボム)
Jボムを練習するためのステージ。
練習：バックラッシュ(バックラッシュ)
バックラッシュを練習するためのステージ。
練習：スカイフォール(スカイフォール)
スカイフォールを練習するためのステージ。
練習：サンダーフィスト(サンダーフィスト)
サンダーフィストを練習するためのステージ。

### レースステージ
スタート時に向いている方向に進み、スタート地点を4回通る(4周する)。
スリーク通り(A)(キャリック港)
建物が多い通りを走る。
クーター川(A)(ハボックシティ)
悪路で近道ができる川付近を走る。
スケリー橋(A)(クーター川)
長い橋を往復するため1周が長いステージ。隠れ近道がある。
ジェイド高原(A)(ブラックリッジ工場)
高原に設置されたコースでのレース。近道は悪路や建物があるためどうやって切り抜けるかが鍵。
ちなみに、BGMはゲームボーイソフト『スーパードンキーコングGB』のボス戦の曲のアレンジとなっている。
マリーン地区(A)(アージェント地下鉄)
かなり短いコース、スムーズに走れるかが鍵。
グランダーズタウン(B)(テンペストシティ)
道は広く緩やかで、やや長いコース。
コバルト鉱山(A(ラジコン))(シャトリー谷)
マリーン地区並に短いが、こちらは直線が長く、道幅も狭く、そして急カーブと難易度が上がっている。
コルベイン山(B)(アウトランド農場)
急坂の山を登り下りするコース。川がコースを跨いでいるが、超えなくても周ったとされる。
バイソンラリー(B)(コルベイン山)
やや緩やかな坂を下り登りするコース。ショートカットは悪路だが、ジャンプの勢いで軽減できる。
モレーンチェイス(B)(エコー谷)
横が球になった道のコース。悪路に強ければ、大幅にショートカットできる。
マーキュリー(D)
地球の全ステージと月面で金メダルを獲得するとプレイできるようになる。水星に設置されたコースでのレースだが人類の開発が進んでおらず、地面が凸凹で形状も歪んでおり、かなりの悪路である。
ネプチューン(バックラッシュ)
マースをクリアするとできるようになる。海王星に設置されたコースでのレースだが、小さい凸凹や下から生えた氷柱が障害物となる。

### 破壊ステージ
建造物を全て破壊するミッション(但し、例外がある)
キップリングGAS(バリスタ)(キャリック港)
ステージ内に点在する全てのガスタンクを破壊する。進路の障害物も無駄弾を減らし、壊すのがコツ。
サルベージ港(C)(ブラックリッジ工場)
一定金額分建造物を破壊するステージ。船を破壊できないラムドーザーとバックラッシュはそれ以外を全て破壊しなければならない。
オリオンプラザ(ラムドーザー)(アージェント地下鉄)
ポケットに刺さっているキュー(6本)を爆弾(10個)で破壊する。但し、ポケットに入った爆弾は取り出せないので注意。
モーガン村(バックラッシュ)(エボニー海岸)
狭く、滑りにくいステージであるが、爆弾を使えば楽に破壊できる。ステージ構造はシミアン村と同じである。
ミカタウン(バリスタ(ラジコン))(エコー谷)
エリアの建造物を破壊するミッション。無駄弾を減らせば楽にクリアできる。
シルバー広場(サンダーフィスト)(ビートン鉄道)
エリアの木箱を破壊するゲーム。回転アタックをしなくても壊せるが、回転アタックの方が早い。(しかし、命中しにくい)
ジオード広場(Jボム)(アウトランド農場)
浮き動いてる球体を破壊するミッション。黒い方が難しい。
リザード島(Jボム)(ジオード広場)
球体に加え、浮遊島も破壊しなければならない。他のステージもそうだが、サブステージのJボムは海(水、ただしマグマ島を除く)や火山(燃えている部分、マグマ島ではそうでない所でも該当する所がある)に着くとミッション失敗になる。
セイレン海(Jボム)(リザード島)
海上のマーカーを全て破壊しなければならない。急降下するとタイムを縮められる。
ダガー港(Jボム)(セイレン海)
浮遊島の破壊だが、ある所でないと破壊できない。
マグマ島(Jボム)(ダガー港)
球体、浮遊島、マーカーを破壊しなければならない。浮遊島は動いてる所しか壊せず、球体も急降下できず、輪っかに引っかかって失敗しやすい。
フォールションGAS(Jボム)(クリスタル村)
ステージ内に点在する全てのガスタンクを破壊する。キップリングGASよりもあちこちに散らばっている。ステージ構造はシミアン村と同じである。
ハートランド(バリスタ(ラジコン))(クリスタル村)
ミッション内容はミカタウンと同じ。建造物はミカタウンよりも少ないが、ミサイルの弾数に余裕が無いため、倹約して破壊しないとクリアは困難である。
月面(バックラッシュ)
シャトル不時着をクリア後にできるようになる。長年にわたる月面の開発の中で、月面は人間が残していった有害な廃棄物だらけとなった。ブラストドーザーのメンバーはこの廃棄物を除去するという危険な任務を請け負うことになった。
建造物はブラストドーザーで最多の30でステージ自体も非常に広大だが、宇宙のテクニックを掴めば内容はそこまで難しくない。
ビーナス(バックラッシュ)
マーキュリーで金メダルを獲得するとプレイできるようになる。金星に点在する建物を破壊する。テールスライドよりも、凸凹を使う方が効率がいい。
マース(バックラッシュ)
ビーナスで金メダルを獲得するとプレイできるようになる。火星に設置されたコース上に浮遊する8個の球体を破壊する。地球では不可能な凸凹を使っての球体の破壊を行う。地表をうろつく3台の敵ドーザーに接触するとミッション失敗となる。

### RDU全起動ステージ
エリアに散らばっているRDUを全て起動させるミッション(バブーン迷路とギボンズ迷路は通常とは起動音が異なる)
トワイライト工場(A)(ハボックシティ)
85個のRDUを起動するミッション。建造物は破壊しなくてもいいが、破壊しないと、起動しにくい物がある。
バブーン迷路(バックラッシュ(ラジコン))(マグマ島)
224個のRDUを起動するミッション。狭いため挟まれやすい。
ギボンズ迷路(バックラッシュ)(オイスター港)
400個のRDUを起動するミッション。広いがその分、クリアが難しい。マップの端と端はワープで繋がっている。

## シャトルステーション
厳密にはステージではない(入るとシャトル発射の映像が流れ、終了後マップが月面になる)

## スタッフ
- エグゼクティブプロデューサー：山内溥
- プロデューサー：福田学、三木研次
- ゲームデザイン：Martin Wekeley
- プログラムチーフ：Richard Wilson
- アーティスト総括：Richard Berwick
- 音楽・SFX：Graeme Norgate
- 物語・文章：Leigh Loveday
- オリジナルコンセプト：Chris Stamper
- プロダクトマネージャー：Simon Farmer
- ライブギター：Grant Kirkhope